# Ardisia alyxiifolia
Ardisia alyxiifolia là một loài thực vật có hoa trong họ Anh thảo. Loài này được Tsiang ex C.Chen mô tả khoa học đầu tiên năm 1978.